# ENI-nummer

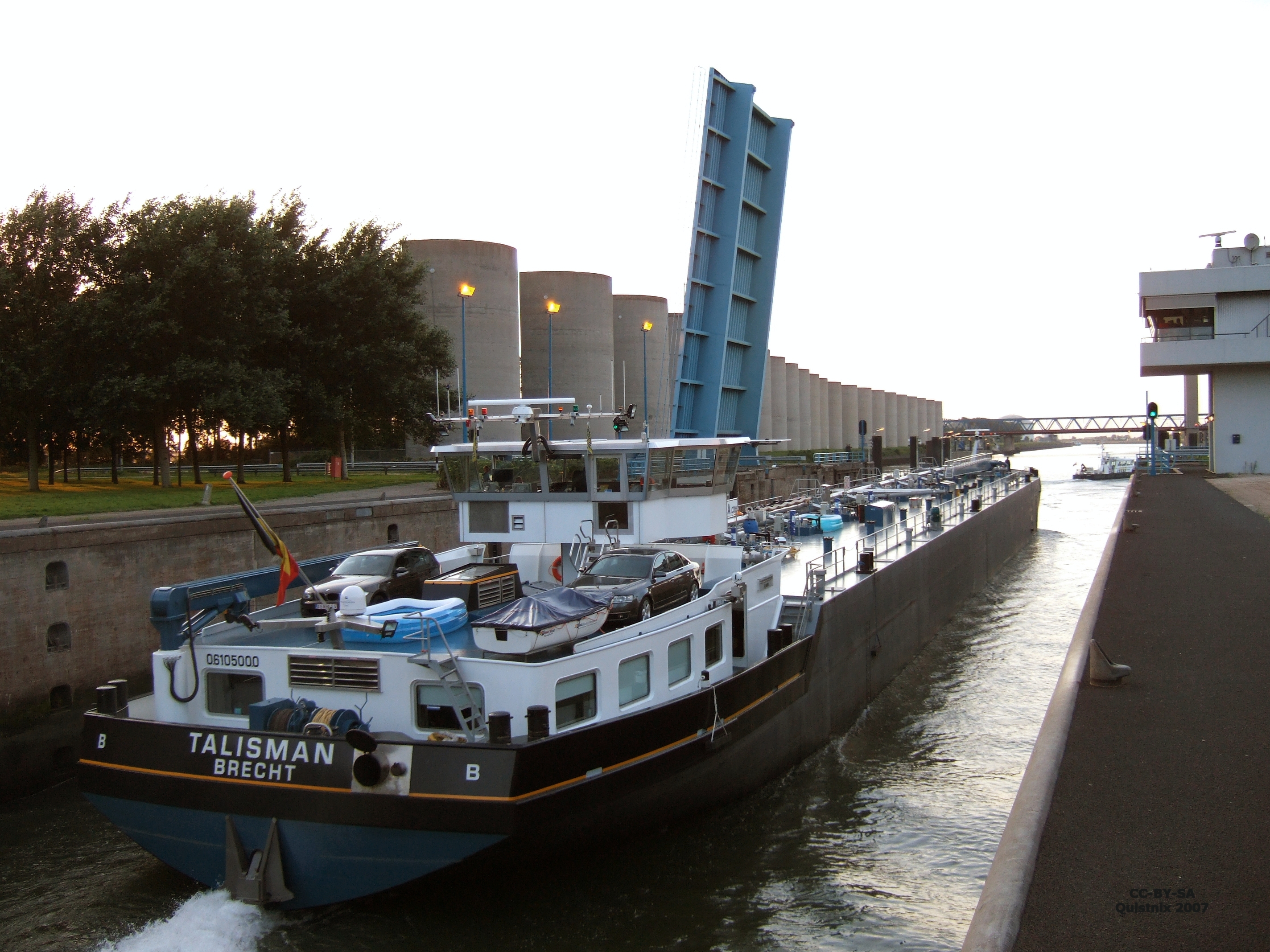
Belgische tanker met het ENI-nummer achterop

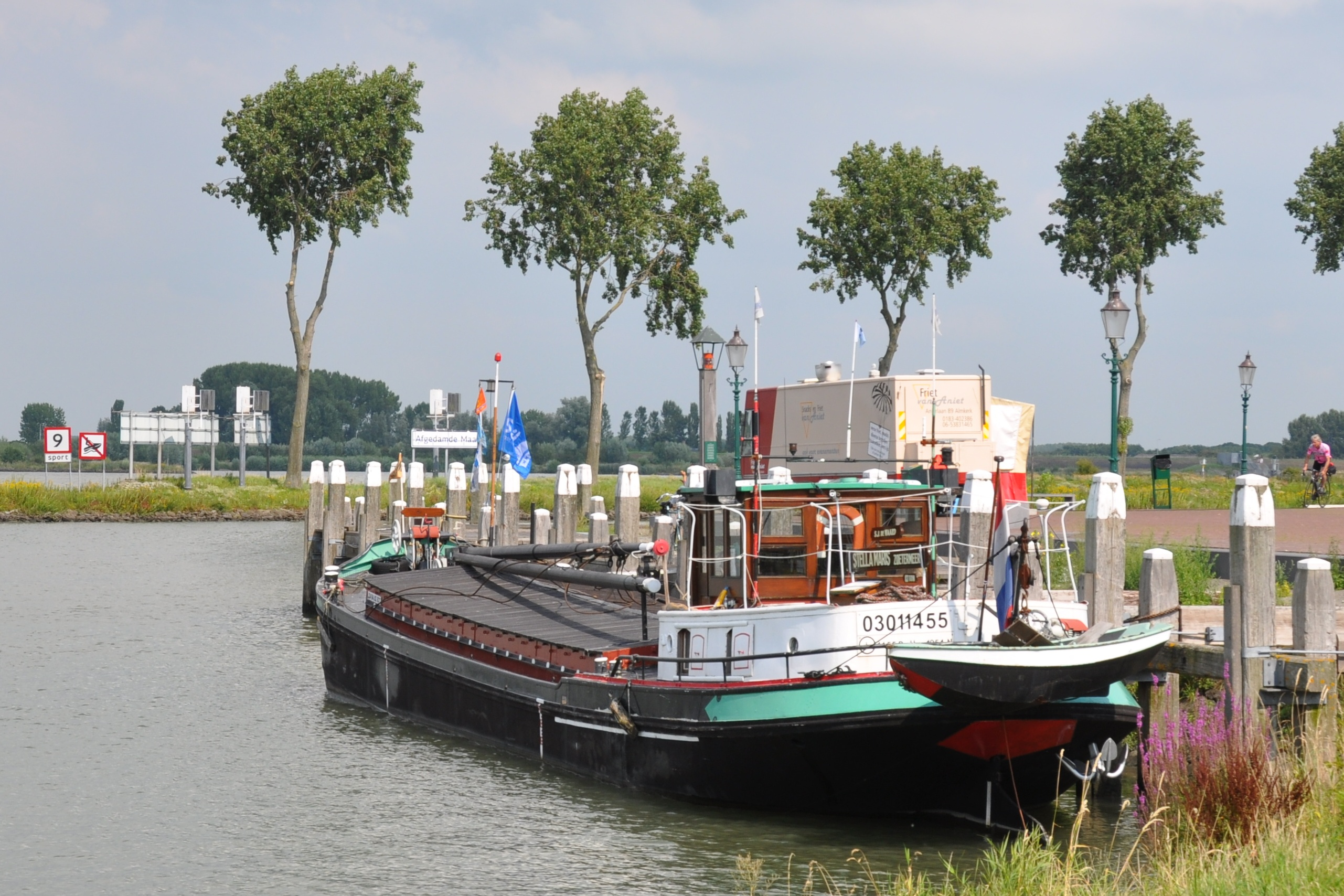
De Nederlandse Stella Maris met het ENI-nummer

Het Europees scheepsnummer, ofwel het uniek Europees scheepsidentificatienummer, officieel het European Number of Identification (ENI), bestaat uit 8 Arabische cijfers en vervangt per 1 april 2007 het officieel scheepsnummer in de Rijnvaart. Het wordt gedefinieerd in artikel 18 van Europese richtlijn (EU) 2016/1629. Het officieel scheepsnummer kent men in de beroepsbinnenvaart als het Europanummer. Omdat alle binnenschepen op hun vaart door Nederland of België wel Rijnvaartwater moeten passeren werd dat Europanummer (verplicht vanaf 1 februari 1987) al op alle binnenschepen aangebracht, ook op schepen die maar zelden op Rijnvaartwater voeren. 
Het ENI identificeert alle binnenschepen in heel Europa. In het systeem is voorzien dat ook schepen van buiten Europa van een ENI-nummer kunnen worden voorzien. Het verschil met het officieel scheepsnummer is, dat het ENI-nummer aan het schip wordt gekoppeld en niet meer wijzigt. Ook niet als het schip naar het buitenland wordt verkocht. Dit is overeenkomstig het gebruik van het IMO-nummer voor zeeschepen.

## Grondslag
Het scheepsnummer is verplicht voorgeschreven voor alle vaartuigen die voldoen aan de Artikel 36 lid 1 van de Binnenvaartwet. Ook voor alle gecertificeerde pleziervaartuigen, de schepen van 20 meter en langer of met een blokvolume van 100 m3 of meer. (Meestal sleep- of duwboten, maar ook grote jachten.) Op basis van de Binnenvaartregeling artikel 3.13 lid 4 is het zichtbaar voeren van het scheepsnummer echter niet van toepassing voor pleziervaartuigen. De afmetingen en waar aangebracht zijn geregeld in de politiereglementen. 
Het nummer is niet van toepassing op zeeschepen, tenzij die ook de binnenwateren bevaren en daarvoor over Certificaten van Onderzoek (CvO) voor de binnenvaart beschikken. Hun ENI-nummer begint dan met het cijfer 9 gevolgd door hun 7-cijferig IMO-nummer. Ook veerponten zijn uitgezonderd.

## Gebruik
Het nummer moet worden aangebracht op de achterkant en zijkanten van:
- schepen van 20 meter en langer,
- schepen waarvan het blokvolume, berekend uit het product Lengte x Breedte x Diepgang, 100 m³ of meer bedraagt,
- sleep- en duwboten die zijn bestemd om deze schepen of drijvende werktuigen te slepen, te duwen of langszij gekoppeld mee te voeren,
- passagiersschepen,
- drijvende werktuigen

## Het systeem
Aan een schip of drijvend werktuig kan slechts één Europees scheepsnummer worden afgegeven en dat verandert tijdens de gehele levensduur van het vaartuig niet, overeenkomstig het IMO systeem voor de zeevaart. Iedere staat benoemt zijn eigen bevoegde autoriteit die deze nummers uitgeeft en meldt dit aan de Europese Commissie. De bevoegde autoriteiten in een land informeren hun collega autoriteiten in alle andere landen over ieder afgegeven scheepsnummer met de eventueel aanvullende scheepsgegevens. Indien geen Europees scheepsnummer kan worden toegekend aan een vaartuig in het land van zijn registratie of van zijn thuishaven, wordt het nummer toegekend door de bevoegde autoriteit van de staat waarin de Commissie van Deskundigen is gevestigd.

## Geschiedenis
In februari 1978 besloot de UN Economic Commission for Europe om de namen van schepen te coderen volgens hun radioroepnaam, het International Telecommunication Union Radio Call Sign (IRCS) (Document Trade/WP.4/INF.52) Het IMO-nummer, dat weer daarop gebaseerd was, werd in 1987 geïntroduceerd. (resolution A.600 (15)). Het bestond uit de drie letters “IMO” voorafgaand aan het zevencijferige nummer waarmee het schip stond ingeschreven in Lloyd’s Register (LR). Het grote voordeel van dit systeem was, dat het nummer altijd ongewijzigd bij het schip bleef horen. Door in 1994 op de SOLAS-conferentie een nieuwe hoofdstuk XI (met name regulation 3 daarvan) aan te nemen werd het verplicht voor alle grotere zeeschepen vanaf 1 januari 1996.
Het gebruik van steeds meer communicatie- en informatiesystemen vereist ook in de binnenvaart een betrouwbare en efficiënte herkenning van schepen op de vaarweg. Dit werd onderkend door de Centrale Commissie voor de Rijnvaart in besluit 2006-II-9 in nauwe samenwerking met de Europese Commissie, en het Inland Transport Comité van de UN Economic Commission for Europe in haar zitting van 11-13 oktober 2006 te Genève.
Er is besloten dat alle binnenschepen in Europa van een uniek identificatienummer dienen te worden voorzien. Het nummer wordt doorgaans “ENI-nummer” (European Number of Identification) genoemd, en wordt vanaf 1 april 2007 gebruikt. Het bestaat uit 8 cijfers.

## Invoering
Officiële scheepsnummers die vóór 1 april 2007 zijn toegekend, werden per die datum omgezet in de nieuwe ENI-nummers door er het cijfer “0” voor te zetten. Vaak is dat op de wat oudere schepen nog zichtbaar. Met ingang van die datum werd het unieke Europese scheepsidentificatienummer in het kader van het ROSR ook van toepassing op alle nieuwe eenheden. Daarna uiterlijk bij het vernieuwen van het Certificaat van Onderzoek of op vaartuigen die willen deelnemen aan River Information Services (RIS).
Ingeval een casco in stukken wordt gesneden, bijvoorbeeld een nieuw voorschip aan een bestaand achterschip, of meerdere verschillende delen tot een schip worden samengesteld blijft het ENI-nummer bij dat deel, waar de voortstuwing (hoofdmachine) zich bevindt.
In 2011 zijn de Vlaamse waterwegbeheerders, Waterwegen en Zeekanaal NV (W&Z) en nv De Scheepvaart (DS) het nummer gaan gebruiken voor het innen van de scheepvaartrechten.

## Overgangssituatie
Het ENI-nummer moet door de schipper in het land van domiciliëring of teboekstelling aangevraagd worden.

### Nederland
Een ENI-nummer kan worden aangevraagd bij de Inspectie Leefomgeving en Transport (ILT). Na teboekstelling bij het Kadaster wordt het ENI-nummer door de ILT toegekend aan een binnenvaartschip waarvoor een Certificaat van Onderzoek wordt afgegeven.
De inspecties voor certificering worden door erkende instanties en klassenbureaus uitgevoerd die ook de scheepscertificaten namens de ILT afgeven. De ILT blijft zelf register voeren en daarbij hoort ook de afgifte en registratie van de ENI-nummers.
Schepen zonder officieel scheepsnummer, die wel te boek zijn gesteld in het Nederlandse kadaster en een brandmerk hebben, kunnen het nummer via een omweg ook zelf samenstellen. Het officieel scheepsnummer was samengesteld uit het nummer van het (eventueel voormalige) teboekstellingskantoor (zie Scheepsregister) en het nummer van het brandmerk. De ontbrekende velden van het in totaal zevencijferige officiële scheepsnummer werden opgevuld met nullen, bij tweecijferige nummers van het teboekstellingskantoor werd de 0 (nul) na die twee cijfers opgenomen. Voorbeeld: Een schip waarvan niet meer bekend is dan dat het teboek is gesteld onder 2886 B Rott 1928 zou als officieel scheepsnummer 2302886 kunnen gebruiken en als achtcijferig ENI-nummer 02302886. Nog een voorbeeld: brandmerk is 85 B Alkm 1937, het ENI-nummer wordt dan 03110085. Bij moderne schepen werkt dit systeem niet meer. ENI nummers worden per computer samengesteld en hebben geen relatie meer met het brandmerk.

### België
In België worden ENI-nummers, na aanvraag, sequentieel afgegeven aan alle vaartuigen die in bezit (moeten) zijn van een communautair binnenvaartcertificaat of certificaat van onderzoek. België kent geen verplichte registratie van binnenvaartuigen zodat niet op basis van een "teboekstellingsnummer" of "brandmerk" kan worden gewerkt.
De Belgische ENI-nummers kunnen gratis worden aangevraagd bij het Directoraat Generaal Maritiem Vervoer van de Federale Overheidsdienst voor Mobiliteit en Vervoer. Het aanvraagformulier wordt in het Nederlands verstrekt op de kunstwerken van Waterwegen en Zeekanaal NV en NV De Scheepvaart. Het ingevulde formulier kan daar ook weer worden afgegeven.
Met ingang van 2011 gaan de Vlaamse vaarwegbeheerders het nummer gebruiken voor het innen van de scheepvaartrechten.

### Europa
De Europese Commissie beheert een database met ENI-nummers met de naam European Hull Database, gebaseerd op Richtlijn (EU) 2016/1629, RheinSchUO en Uitvoeringsverordening (EU) 2019/1744. Deze databank is bedoeld voor het uitwisselen van de gegevens tussen de autoriteiten die de vaartuigen certificeren en de instanties die River information services (RIS) gebruiken. Deze informatie-uitwisseling is noodzakelijk om te voorkomen dat er meer dan één 'European Vessel Identification Number' wordt verstrekt per schip en ten behoeve van sluisplanningen en statistieken. Deze databank is echter nog niet volledig, zo wordt hij bijvoorbeeld door Duitsland (nog) niet gevoed.

## Toepassing
Schema van het uniek Europees scheepsidentificatienummer
A A A x x x x x
is de code van de bevoegde autoriteit die het Europees scheepsnummer afgeeft, daarin is:
AAA een driecijfercode van de bevoegde autoriteit overeenkomstig onderstaande lijst
xxxxx een doorlopend nummer van vijf cijfers
Code voor de bevoegde autoriteiten, als door de CCR gepubliceerd:
- 001 – 019 Frankrijk
- 020 – 039 Nederland
- 040 – 059 Duitsland
- 060 – 069 België
- 070 – 079 Zwitserland
- 080 – 099 gereserveerd voor de schepen van landen die geen verdragspartijen van de Akte van Mannheim zijn, en waarvoor vóór 1 april 2007 een Certificaat van Onderzoek is afgegeven. Dit betreft in de praktijk voornamelijk Luxemburg en Engeland. Zoals uit de lijst blijkt zullen schepen waarvoor vanaf 1 april 2007 door Luxemburg een eerste Certificaat van Onderzoek is afgegeven dan beginnen met de cijfers 200 – 219.

- 100 – 119 Noorwegen
- 120 – 139 Denemarken
- 140 – 159 Verenigd Koninkrijk
- 160 – 169 IJsland
- 170 – 179 Ierland
- 180 – 189 Portugal
- 190 – 199 gereserveerd
- 200 – 219 Luxemburg
- 220 – 239 Finland
- 240 – 259 Polen
- 260 – 269 Estland
- 270 – 279 Litouwen
- 280 – 289 Letland
- 290 – 299 gereserveerd
- 300 – 309 Oostenrijk
- 310 – 319 Liechtenstein
- 320 – 329 Tsjechië
- 330 – 339 Slowakije
- 340 – 349 gereserveerd
- 350 – 359 Kroatië
- 360 – 369 Servië
- 370 – 379 Bosnië-Herzegovina
- 380 – 399 Hongarije
- 400 – 419 Russische Federatie
- 420 – 439 Oekraïne
- 440 – 449 Wit-Rusland
- 450 – 459 Republiek Moldavië
- 460 – 469 Roemenië
- 470 – 479 Bulgarije
- 480 – 489 Georgië
- 490 – 499 gereserveerd
- 500 – 519 Turkije
- 520 – 539 Griekenland
- 540 – 549 Cyprus
- 550 – 559 Albanië
- 560 – 569 Voormalig Joegoslavische Republiek Macedonië
- 570 – 579 Slovenië
- 580 – 589 Montenegro
- 590 – 599 gereserveerd
- 600 – 619 Italië
- 620 – 639 Spanje
- 640 – 649 Andorra
- 650 – 659 Malta
- 660 – 669 Monaco
- 670 – 679 San Marino
- 680 – 699 gereserveerd
- 700 – 719 Zweden
- 720 – 739 Canada
- 740 – 759 Verenigde Staten van Amerika
- 760 – 769 Israël
- 770 – 799 gereserveerd
- 800 – 809 Azerbeidzjan
- 810 – 819 Kazachstan
- 820 – 829 Kirgizië
- 830 – 839 Tadzjikistan
- 840 – 849 Turkmenistan
- 850 – 859 Oezbekistan
- 860 – 869 Iran
- 870 – 999 gereserveerd

Officiële scheepsnummers die vóór 1 april 2007 zijn toegekend, worden per 1 april 2007 door
het cijfer “0” voorafgaand daaraan toe te voegen, omgezet in unieke Europese
scheepsidentificatienummers.
Havencode · Europanummer · ENI-nummer · IMO-nummer · Teboekstellingsnummer · MMSI · ATIS · AIS